# 港北パーキングエリア

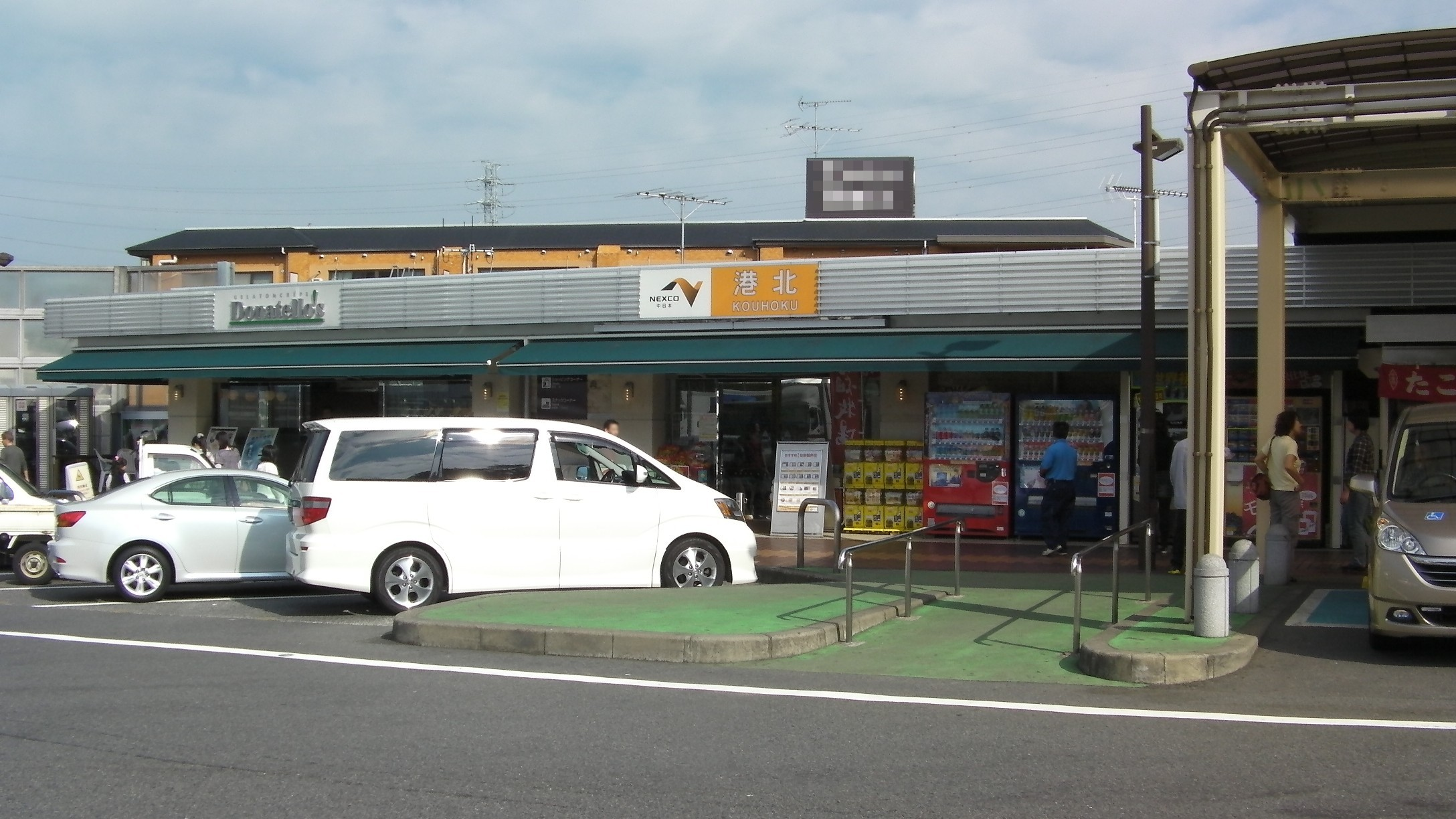
上り線施設（2010年10月）

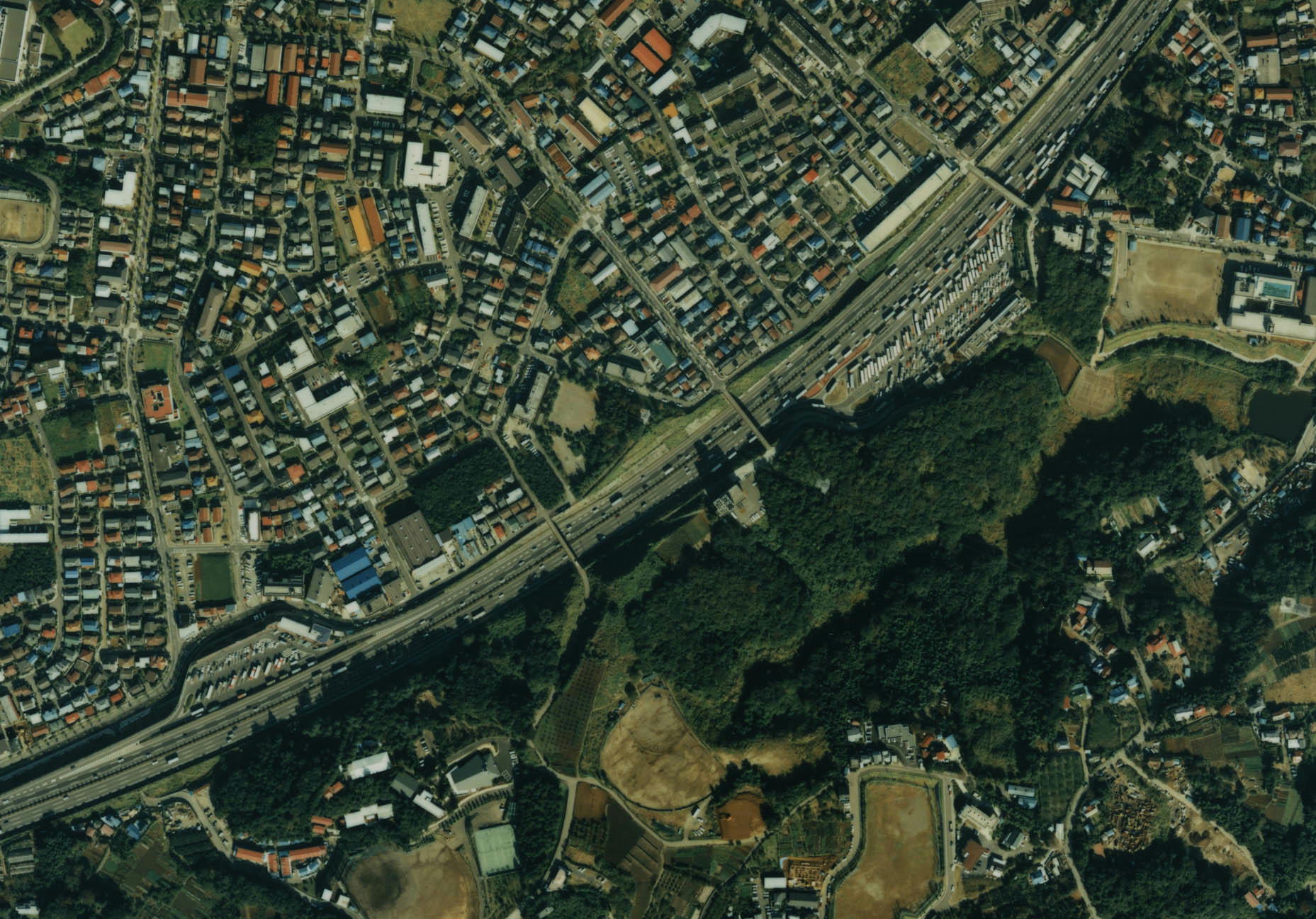
パーキングエリア付近の空中写真。1989年撮影。

港北パーキングエリア（こうほくパーキングエリア）は、神奈川県横浜市緑区の東名高速道路上にあるパーキングエリアである。

## 概要
名称は港北であるが、所在地は横浜市緑区である。開通当時は所在地も横浜市港北区であったが、開通から約1年後に横浜市港北区の一部が分区して横浜市緑区となったため、当PAも横浜市緑区所在となった。なお、上下線とも一般道から歩行者の出入りが可能である。
上り線側は東名高速の最後の休憩所となり、この先の首都高速3号渋谷線にも用賀PAはあるものの、規模が極めて小さいため、首都高速道路の渋滞に備えて港北PAでトイレ休憩する利用者が多い。しかしながら、利用需要の多さの割には、施設は小規模でありトイレの個室数も少ないため、団体バスには対応しづらい。駐車場もあまり広くないので、特に休日は駐車場が満車になりやすい。利用者からの不満が多かったため、2016年（平成28年）12月14日にリニューアルしている。
下り線側においては、東名高速の起点から最初の休憩所である。首都高渋谷線の下りには休憩所は無いので、都心から最初の休憩所でもある。大型車駐車可能台数が多く、24時間営業の飲食施設があるなど、施設は充実している。

## 道路
- E1 東名高速道路

## 施設

### 上り線（東京方面）
- 駐車場
  - 大型 19台
  - 小型 64台
  - 身障者用 小型 2台
- トイレ
  - 男性 大 6器(和式0器・洋式6器)小 12器
  - 女性 18器(和式4器・洋式14器)
  - 身障者用 1器
- フードコート[2]
  - 「港北食堂」（6:00 - 22:00）
- ショッピングコーナー[2]
  - 「港北ブラン」（24時間）
- ハイウェイ情報ターミナル[3]
- 自動販売機[3]
- ぷらっとパーク（駐車場 小型 3台、24時間）[3]

### 下り線（名古屋方面）
- 駐車場
  - 大型 56台
  - 小型 72台
  - 身障者用 小型 2台
- トイレ
  - 男性 大10器(和式0器・洋式10器)小18器
  - 女性 44器(和式4器・洋式40器)
  - 身障者用 2器
- フードコート[4][5]
  - 「横濱うまいもん亭」（6:00 - 22:00）
  - 「港北麺道場」（6:00 - 22:00）
- テイクアウト[4]
  - 「横濱亭」（9:00 - 19:00）
- コンビニエンスストア[4]
  - 「ファミリーマート」（24時間）
- ATM（24時間）[6]
- 給電スタンド（24時間）[6]
- ハイウェイ情報ターミナル[6]
- ぷらっとパーク（駐車場 小型 2台、24時間）[6]

## 隣
E1 東名高速道路
(3-1) 横浜青葉IC/JCT - 港北PA - (4) 横浜町田IC